# Liste des sites mégalithiques en Suède
Cette liste non exhaustive, recense les sites mégalithiques encore visibles en Suède.

## Liste parcomtés
| Localisation des principaux sites mégalithiques en Suède                                      |
| --------------------------------------------------------------------------------------------- |
| \| : Complexes mégalithiques · : Alignements, Henges · : Dolmens, Menhirs, Tumulus, Cairns \| |
| : Complexes mégalithiques · : Alignements, Henges · : Dolmens, Menhirs, Tumulus, Cairns       |

| Comté              | Nom du site                       | Type             | Image |
| ------------------ | --------------------------------- | ---------------- | ----- |
| Västmanland        | Anundshög                         | Alignements      |       |
| Västergötland      | Askeberga skeppssättning (sv)     | Alignements      |       |
| Västergötland      | Blomsholm (sv)                    | Alignements      |       |
| Stockholm          | Domarringen, Skärholmen (sv)      | Henge            |       |
| Västergötland      | Ekornavallen (sv)                 | Dolmen           |       |
| Gotland            | Gannarve skeppssättning (sv)      | Alignements      |       |
| Kalmar             | Gettlinge gravfält (sv)           | Alignements      |       |
| Gotland            | Gnisvärds skeppssättningar (sv)   | bateau de pierre |       |
| Gotland            | Gålrums gravfält (sv)             | Alignements      |       |
| Blekinge           | Hjortahammar (sv)                 | Henge            |       |
| Blekinge           | Champ funéraire d'Hjortsberga     | Alignements      |       |
| Kronoberg          | Inglinge hög (sv)                 | Tumulus          |       |
| Skåne              | Tombe royale de Kivik             | Tumulus          |       |
| Örebro             | Norrby stenar (sv)                | Alignements      |       |
| Östergötland       | Nässja skeppssättning (sv)        | bateau de pierre |       |
|                    | Pilane gravfält (sv)              | Alignements      |       |
| Gotland            | Rannarveskeppen (sv)              | Tumulus          |       |
|                    | Runsa skeppssättning (sv)         | bateau de pierre |       |
|                    | Släbro (sv)                       | Menhirs          |       |
| Comté de Jönköping | Domarringarna Smålandsstenar (sv) | Alignements      |       |
|                    | Stenehed (sv)                     | Alignements      |       |
| Gotland            | Tjelvars grav                     | bateau de pierre |       |
| Skåne              | Vätteryds gravfält (sv)           | Alignements      |       |
|                    | Åsa gravfält (sv)                 | Alignements      |       |
| Skåne              | Mégalithes de Ale                 | bateau de pierre |       |
| Kalmar             | Odensvi                           | Menhirs          |       |
| Västra Götaland    | Vårgårda                          | Menhirs          |       |